# 于默奥大学

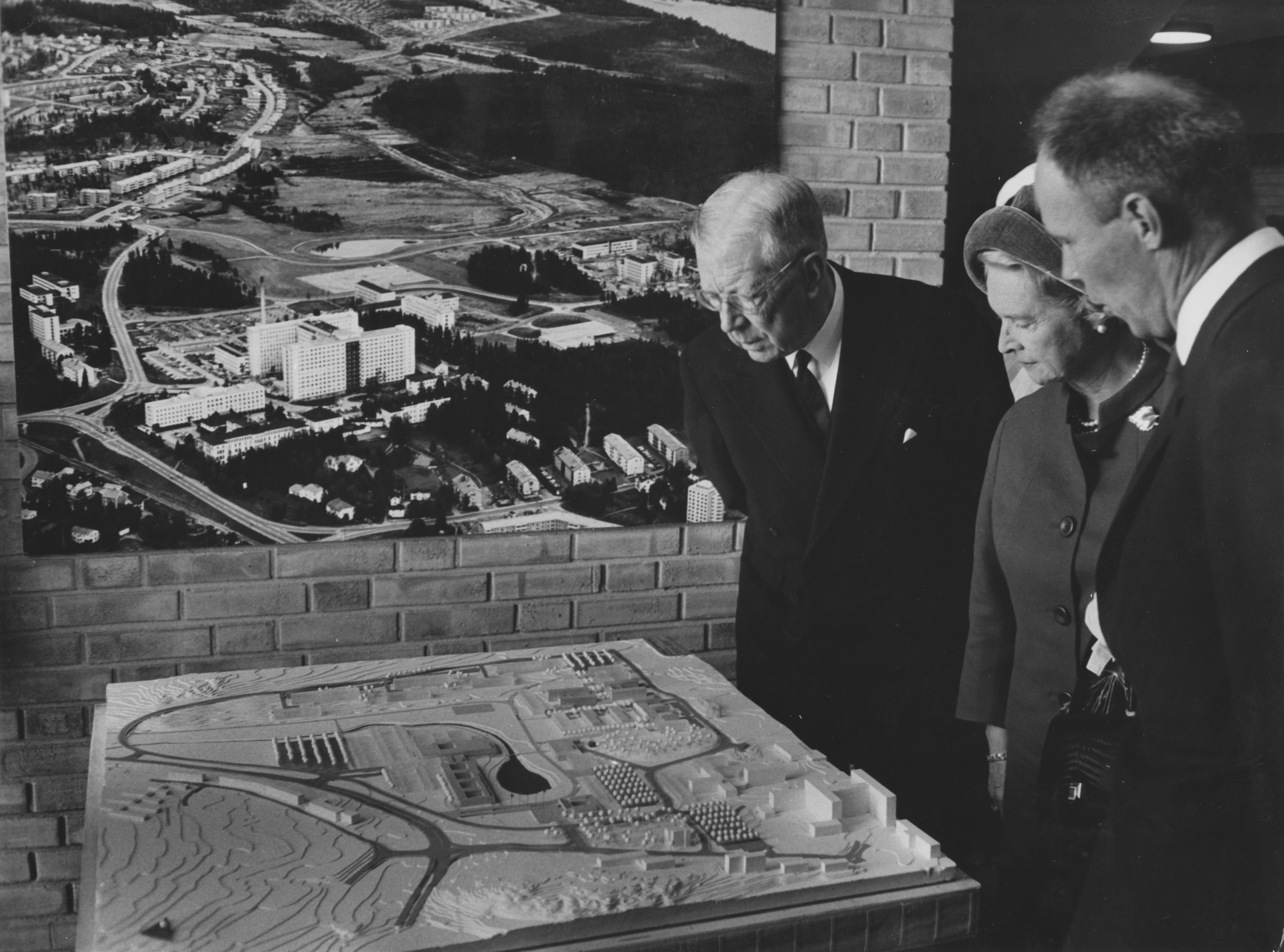
1965年，大学校长向瑞典国王古斯塔夫六世和英格麗德公主展示大学校园模型

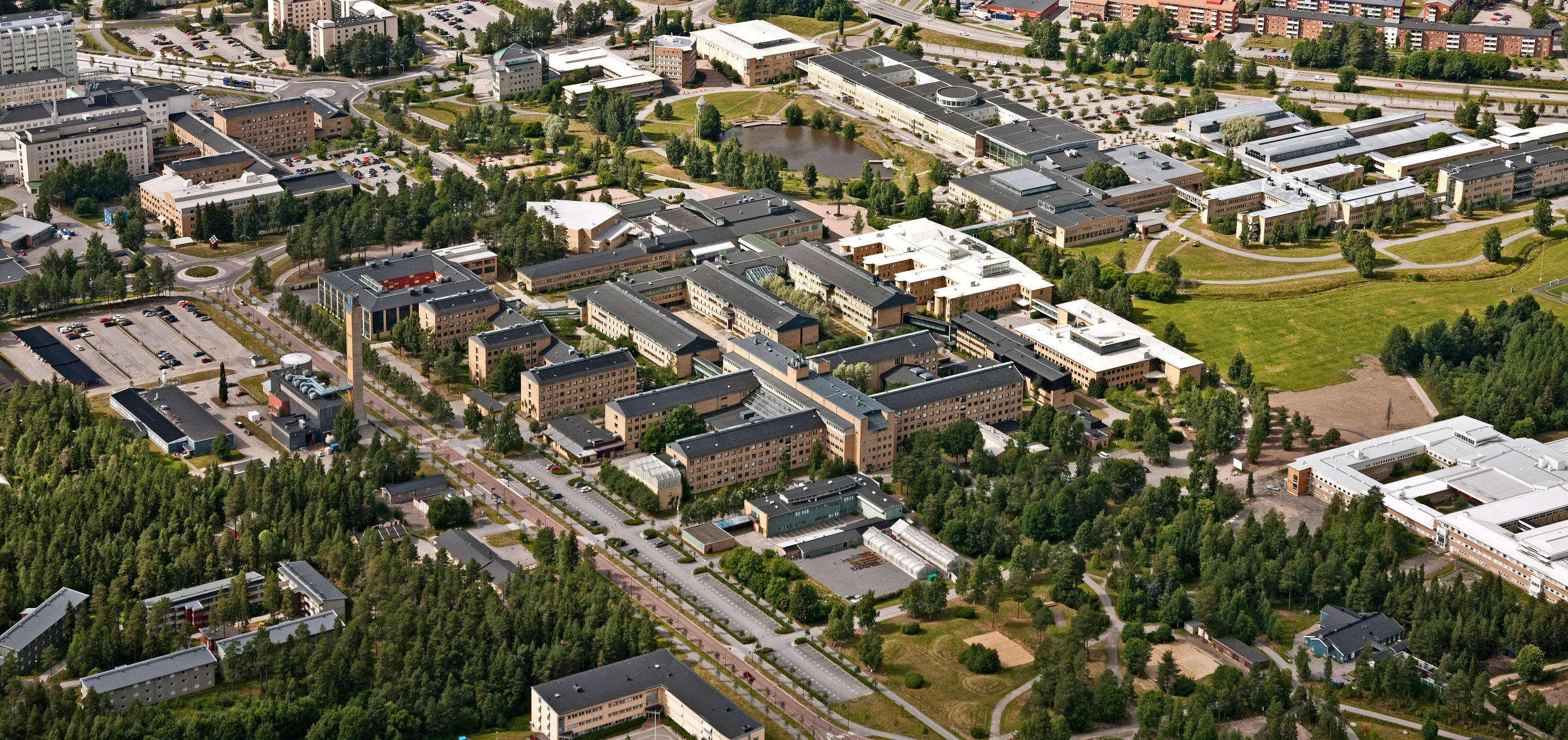
于默奧大学主校园，左上角是大学医院

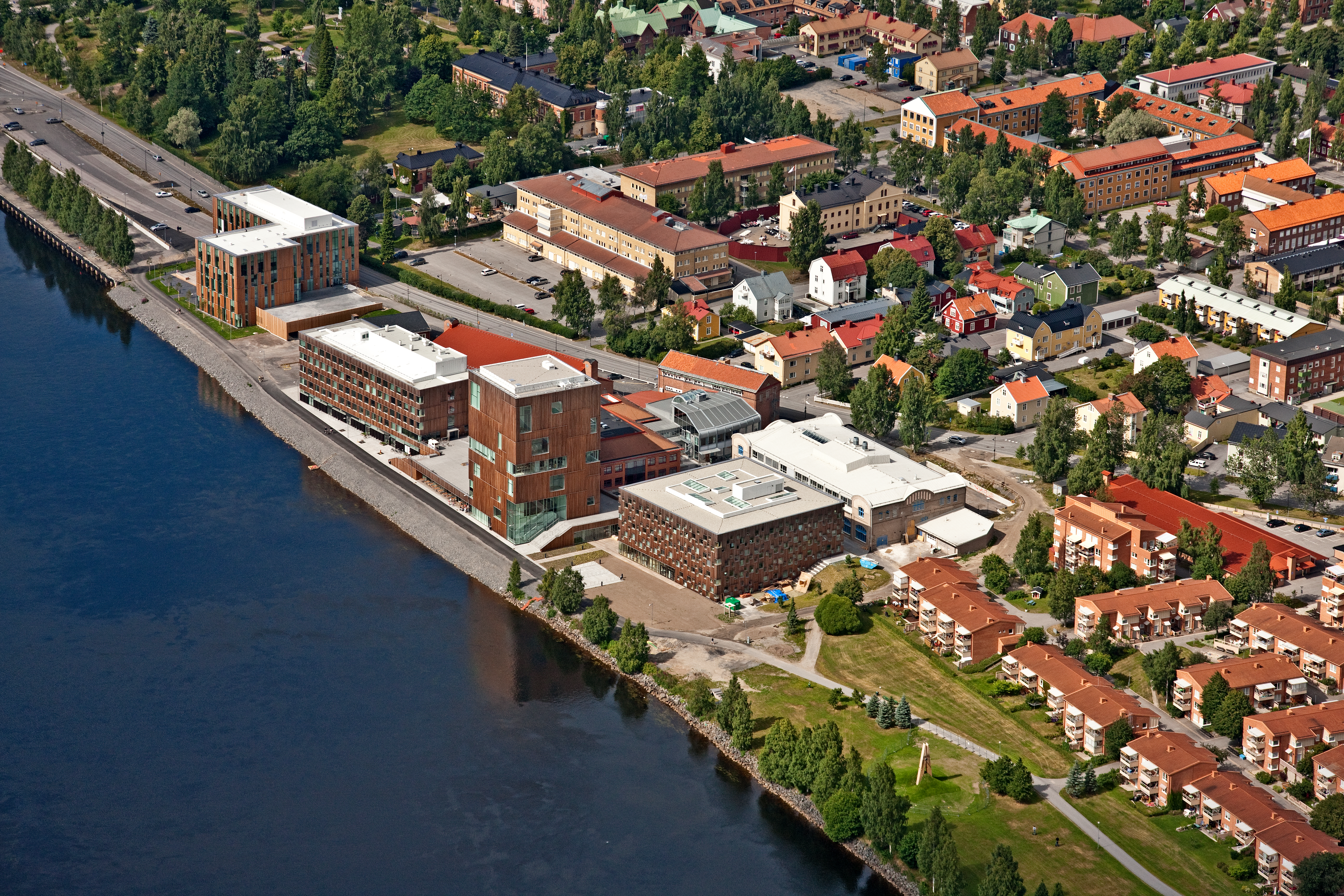
于默奧大学艺术校园

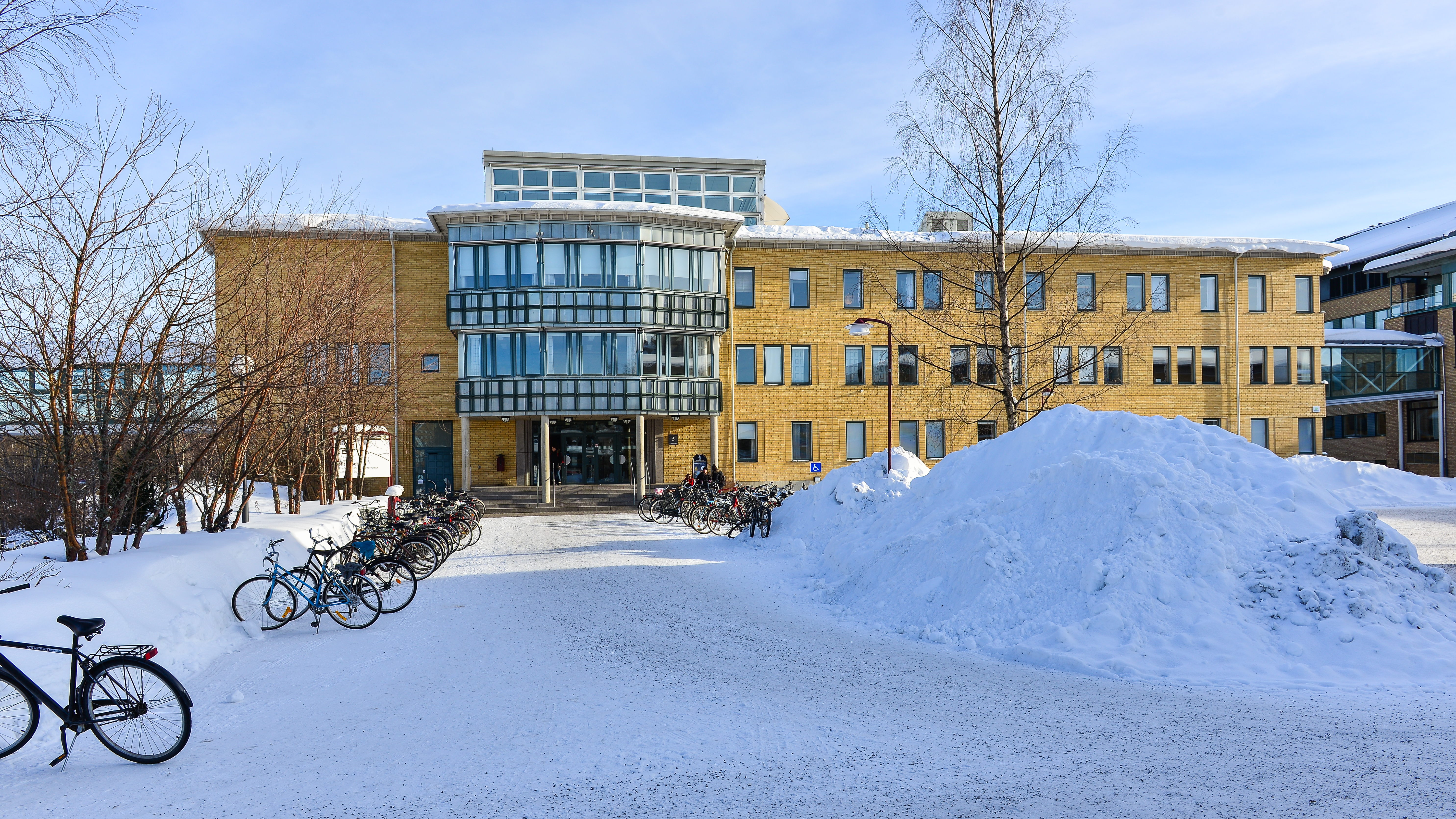
于默奧大学数理资讯科技中心

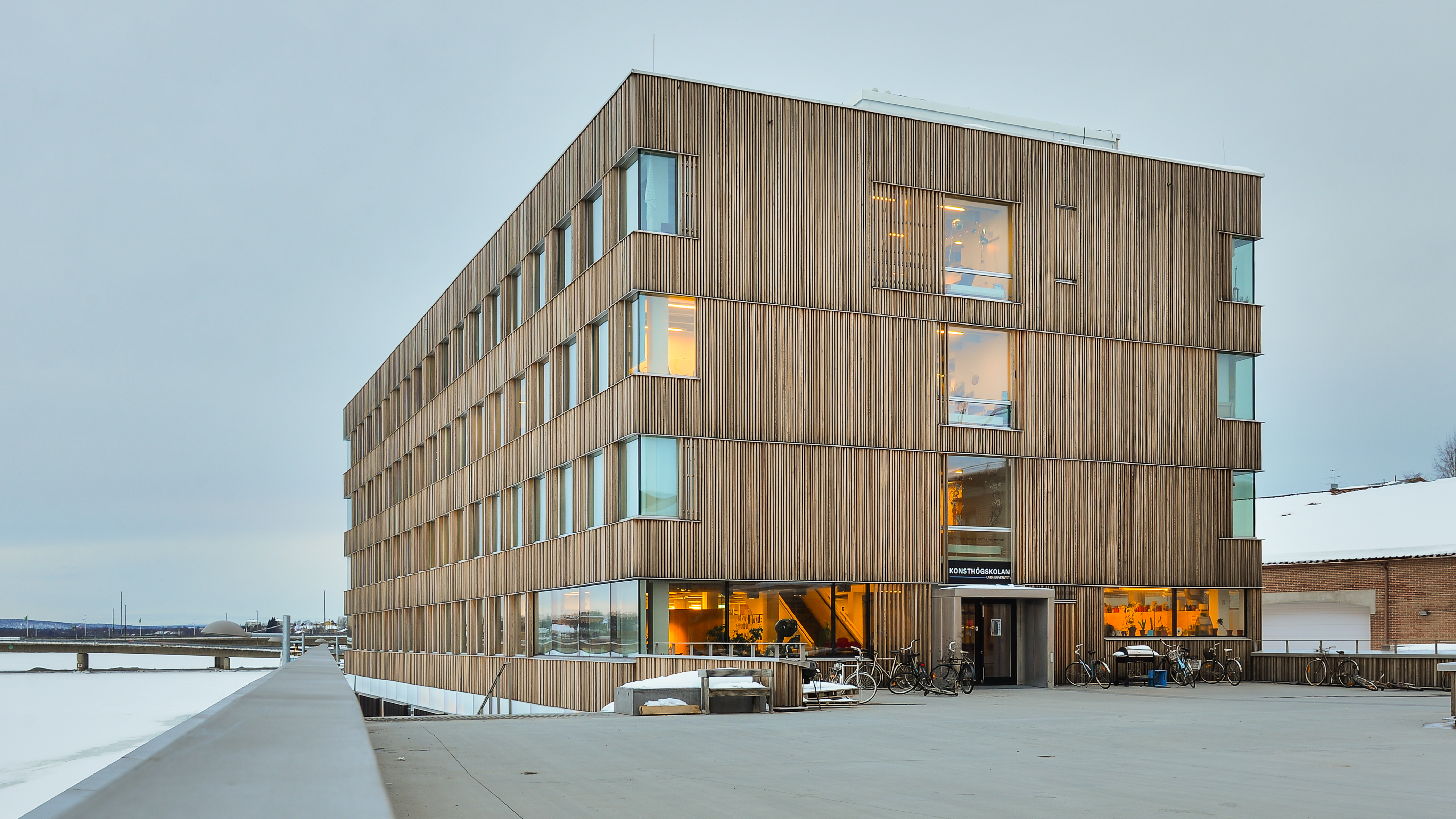
于默奧大学美术学院

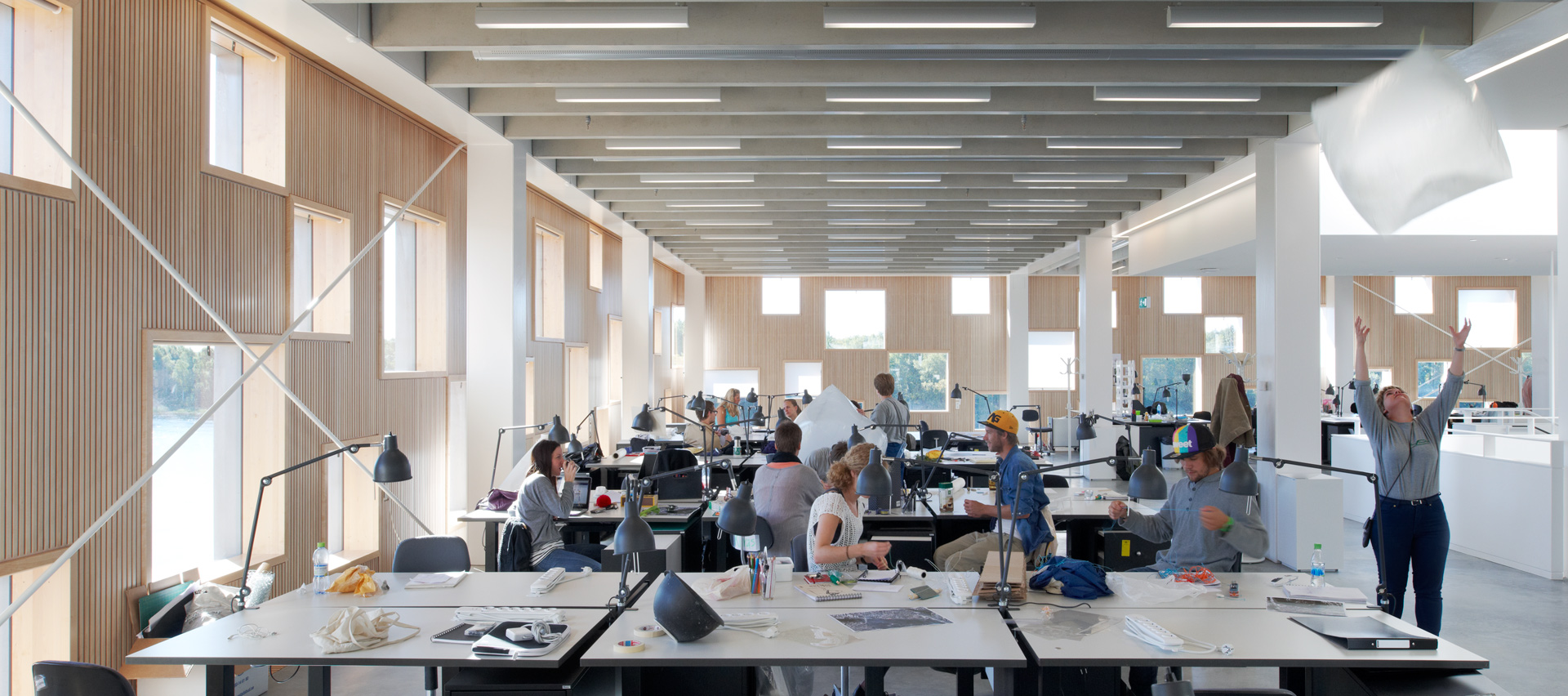
于默奧大学建筑学院

于默奧大学（瑞典語：Umeå universitet）是一所瑞典公立综合性大学，位于瑞典北部最大城市西博滕省于默奧市。该校成立于1965年，是瑞典国内历史第五悠久的大学，也是瑞典最好的大学之一。在2017年QS世界大学排名中，于默奧大学位列瑞典第8名、世界第294名。
截止到2015年，于默奧大学有包括研究生在内的约31000名注册学生（其中全日制约16000名），超过4000名教职工（其中教师约占一半，教授368名）.
于默奧大学以胡杨基因组研究和挪威云杉研究在国际上著名 。并且，该校设计学院在全球排名极为靠前。于默奧大学知名校友與教授众多，包括瑞典首位太空人克里斯特·富格莱桑、前首相斯特凡·勒文、2名诺贝尔化学奖得主、以及多名醫生、企業家、藝術家及運動員。

## 组织
学校最高领导机构为董事会，该董事会共有8名成员，由瑞典政府、校长、3名教师代表、3名其他职工代表和3名学生代表共同任命。
学校日常管理层包括大学校长（Vice-Chancellor, rector)、大学副校长（Pro-vice-chancellor 或 Deputy Vice-Chancellors）、高级顾问（Senior Advisers）和大学董事（University Director）。
于默奥大学现有4个学术学院（faculty）和8个专业学院（campus school），以及20多个研究中心和35个学系（department）。该校大多数教学和研究机构在于默奥的主校区和艺术校区中，个别位于谢莱夫特奥（Skellefteå）和恩舍尔兹维克（Örnsköldsvik）两市的校区中。目前，于默奥大学开设了50多个学习项目和800多门课程。

### 学术学院
于默奥大学目前设有4个学术学院，分别为：
- 文学院（Faculty of Arts）
- 医学院（Faculty of Medicine）
- 理工学院（Faculty of Science and Technology）
- 社会科学学院（Faculty of Social Sciences）

### 专业学院
于默奥大学目前设有8个专业学院，分别为：
- 于默奥设计学院（Umeå Institute of Design）
- 于默奥技术学院（Umeå Institute of Technology）
- 于默奥建筑学院（Umeå School of Architecture）
- 于默奥商学院（Umeå School of Business）
- 于默奥教育学院（Umeå School of Education）
- 于默奥美术学院（Academy of Fine Arts, Umeå）
- 于默奥体育学院（Umeå School of Sport Sciences）
- 于默奥大学餐厅与厨艺学院（Umeå University School of Restaurant and Culinary Arts）

### 附属医院
- 于默奥大学医院（University Hospital of Umeå，Norrlands Universitetssjukhus) 是瑞典北部最主要的医院和医学研究中心。于默奥大学医院中的医学学科和牙医学学院是大学的组成部分，是瑞典全国7个医学学院之一。

## 学术概况

### 排名

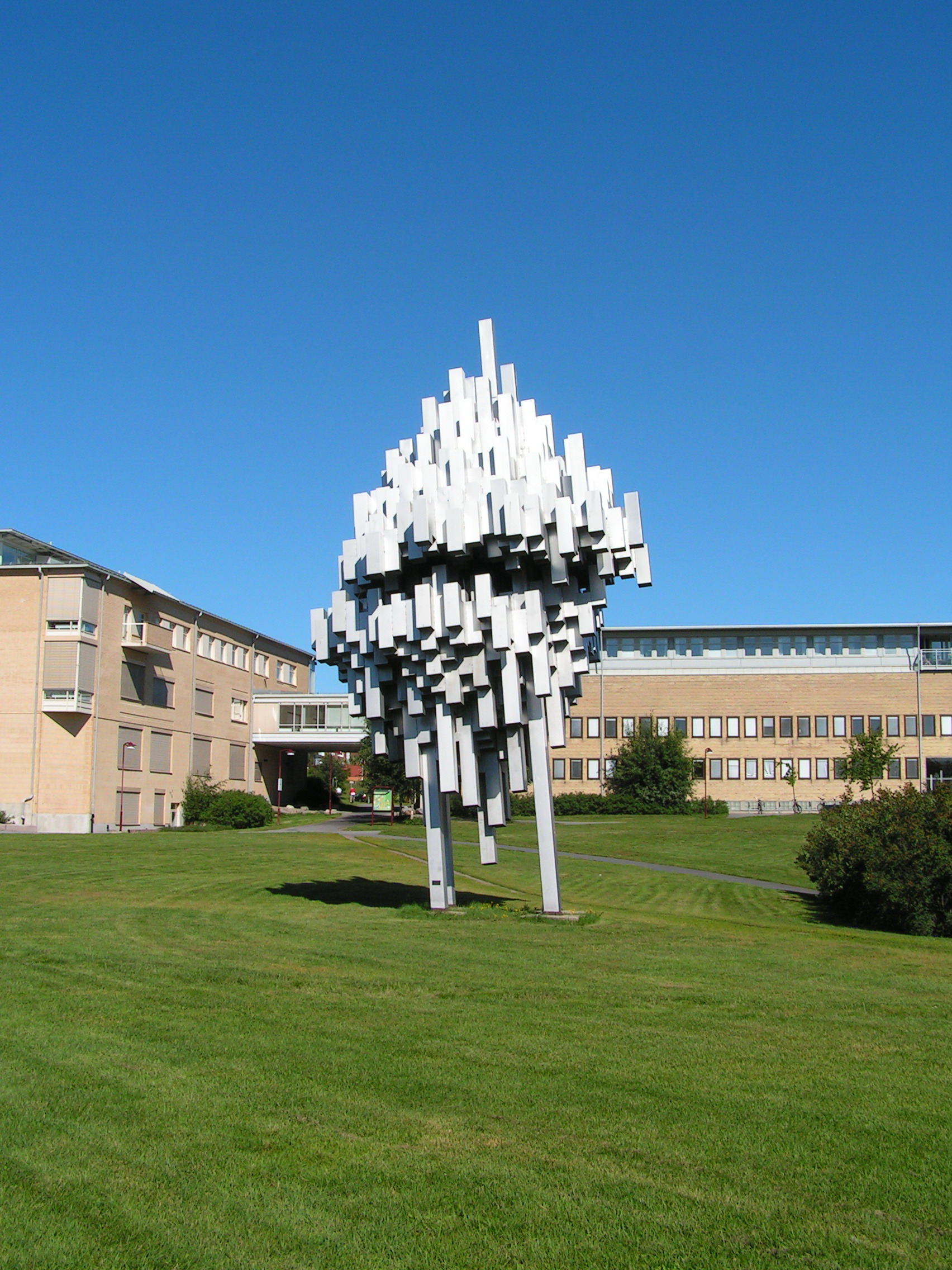
校园內的雕塑「北极光 (Norra skenet)」

于默奥大学在2012年QS世界大学排名中排名世界第297名，在2012/2013年泰晤士高等教育世界大学排名位列世界第251-275名，在世界大学学术排名中位列世界第201-300名。

### 录取
所有申请瑞典学校的本国学生都需要使用瑞典教育委员会的网站（Antagning.se）提交申请，国际学生需要使用该网站的英文版（Universityadmissions.se）进行申请。